# Regency TR-1
Den første kommercielt tilgængelige transistorradio blev præsenteret 18. oktober 1954 af Regency Division of Industrial Development Engineering Associates of Indianapolis, Indiana. 
Den hed Regency TR-1 og blev sat til salg november 1954 hvor den kostede US$ 49,95 (svarende til US$ 361 i 2005), og blev solgt i omkring 100.000 enheder. 
Regency TR-1 var en ægte superheterodynmodtager med god følsomhed og uden ekstern antenne med 4 transistorer.
De anvendte bipolare transistorers produktkoder er TI210, TI222 x2 og TI223.